# Exorquia
En el antiguo derecho catalán, la exorquia era el derecho del señor a la sucesión del remensa cuando, habiendo llegado a la pubertad, moría sin hijos. De ahí su nombre, derivado del catalán eixorch o xorch, procedente del latín exorchus, estéril.
La exorquia se aplicaría suficientemente por cuestiones de orden social; de hecho, parece ser un resto del carácter vitalicio de los beneficios carolingios; se permite al payés dejar su feudo a sus hijos; pero si no los tuviese, el señor intervenía para apoderarse de todos sus bienes o de una sola parte de ellos.